# Серхіо Басаньєс
Серхіо Мануель Басаньєс Родрігес (ісп. Sergio Manuel Basáñez Rodríguez; нар. 4 травня 1970, Поса-Ріка, Веракрус) — мексиканський актор театру, кіно та телебачення.

## Життєпис
Народився 4 травня 1970 року у місті Поса-Ріка, штат Веракрус. Одночасно з акторською майстерністю вивчав право та отримав диплом юриста. На телебаченні дебютував 1989 року в невеликій ролі у серіалі «Просто Марія» виробництва телекомпанії Televisa, з якою співпрацював до 1999 року, коли отримав запрошення на головну роль у теленовелі «Каталіна і Себастьян» компанії TV Azteca, де його партнеркою стала Сільвія Наварро. Пізніше вони зіграли разом в успішних теленовелах «Жінка з ароматом кави» (2001—2002) та «Спадкоємиця» (2004—2005). Також успішнною стала головна роль у серіалі «Кохання під охороною», де він зіграв охоронця, що закохується в жінку, яку має охороняти, у виконанні Маргарити Гралія.
Актор не був одружений і не має дітей.

## Вибрана фільмографія
| Рік       |   | Українська назва                 | Оригінальна назва            | Роль                       |
| --------- | - | -------------------------------- | ---------------------------- | -------------------------- |
| 1989      | с | Просто Марія                     | Simplemente María            | Жан-Клод Карре             |
| 1990—1991 | с | Нічиє кохання                    | Amor de nadie                | Маріо                      |
| 1993      | с | Сон кохання                      | Sueño de amor                | Маурісіо Монтенегро Феррер |
| 1994—1997 | с | Жінка, випадки з реального життя | Mujer, casos de la vida real | різні персонажі            |
| 1995—1996 | с | Морелія                          | Morelia                      | Луїс Кампос Міранда        |
| 1996      | с | Марісоль                         | Marisol                      | Маріо Суарес               |
| 1997—1998 | с | Марія Ісабель                    | María Isabel                 | Габріель                   |
| 1998      | с | Брехня                           | La mentira                   | Хуан Фернандес Негрете     |
| 1999      | с | Каталіна і Себастьян             | Catalina y Sebastián         | Себастьян Мендоса          |
| 2001—2002 | с | Жінка з ароматом кави            | Cuando seas mía              | Дієго Санчес Серрано       |
| 2004—2005 | с | Спадкоємиця                      | La heredera                  | Антоніо Батіста Родрігес   |
| 2005—2006 | с | Кохання під охороною             | Amor en custodia             | Хуан Фернандес Агірре      |
| 2006      | ф | Алебастрова жінка                | Contracorriente              | Роберто                    |
| 2008—2009 | с | Таємниці душі                    | Secretos del alma            | Леонардо Сантістебан       |
| 2012—2013 | с | Родина Рей                       | Los Rey                      | Ронко Абаді                |
| 2013      | с | Родинні таємниці                 | Secretos de familia          | Максиміліано Міранда       |
| 2016—2017 | с | Чема                             | El Chema                     | Тобіас Кларк               |
| 2018—2019 | с | Кохання поза законом             | Por amar sin ley             | Густаво Сото               |
| 2021      | с | Безсердечна                      | La desalmada                 | Герман Гальярдо            |
| 2023      | с | Непереможне кохання              | El amor invencible           | Орландо Ломбарді           |